# دانييلا دي تورو
دانييلا دي تورو (بالإنجليزية: Daniela Di Toro) مواليد 16 أكتوبر 1974 في ملبورن، هي لاعبة أسترالية في تنس الكراسي المتحركة بدأت مسيرتها كمحترفة سنة 1988 وتحتل حالياً المرتبة 5 في تصنيف رابطة محترفات كرة المضرب. أعلى تصنيف لها في الفردي كان المركز الـ 1 في سنة 1998. أعلى تصنيف لها في الزوجي كان المركز الـ 1 في سنة 1997.

## الميداليات
| الميدالية | المسابقة                   |
| --------- | -------------------------- |
| فضية      | ألعاب بارالمبية صيفية 2000 |
| برونزية   | ألعاب بارالمبية صيفية 2004 |

## روابط خارجية
- دانييلا دي تورو على موقع الاتحاد الدولي لكرة المضرب (الإنجليزية)
- دانييلا دي تورو على موقع اتحاد التنس الأسترالي (الإنجليزية)
- دانييلا دي تورو على موقع Paralympic.org (الإنجليزية)
- دانييلا دي تورو على موقع اللجنة البارالمبية الأسترالية (الإنجليزية)